# Иван Минков
Иван Константинов (Костов) Минков е български офицер, майор, деец на Българската комунистическа партия.

## Биография
Иван Минков е роден на 8 февруари 1893 г. в град София. Семейството е на подполковник Константин Минков (Лозенград, 1863 – София, 1918) и съпругата му Иванка Бенчева (Сопот, 1868 – София, 1953).
Завършва с пълно отличие Военно на Негово Величество училище в 32-ри випуск и на 2 август 1912 г. е произведен в чин подпоручик. Служи в Техническата дружина и Въздухоплавателната дружина. През Балканската война е командир на рота в Четвърта битолска дружина от Македоно-одринското опълчение и проявява храброст в боевете при Шаркьой. В Междусъюзническата война е тежко ранен в главата и въпреки раната продължава да се сражава. През Първата световна война е летец и достига до военно звание майор. На 6 октомври 1919 година е уволнен от служба. Изживява тежко илюзиите си за характера на последната война и става убеден привърженик на комунистическата партия.
Член на Българската комунистическа партия от 1919 г. Съредактор на вестник „Народна армия“ (1920). Заминава в Москва за участие в III конгрес на Коминтерна (22 юни – 12 юли 1921), след което се обучава в минноподривно дело. Заради добрата си военна подготовка е привлечен в ръководството на Военната организация на БКП (т.с.). След Витошката нелегална конференция на БКП (т.с.) е един от ръководителите на Военната организация и помощник на отговарящия за въоръжаването Коста Янков.
Има литературни заложби, пишел е лирични стихове, импровизирал е пародии по известни стихове на класиците, свирел е на цигулка и пиано, което сам си купува от Тулча (Румъния), и е знаел наизуст стотици трудни музикални творби. Композирал е лирични миниатюри и песни. Автор е на музиката на траурния военен марш „Покойници“, написана на фронта по Вазовото стихотворение „Новото гробище над Сливница“, много по-късно след появата му.
След Атентата в църквата „Света Неделя“ където е един от организаторите е обграден от полиция в квартира на улица „Искър“ № 60 в София, където се самоубива.
Родство. Негови братя са писателят Светослав Минков (1902 – 1966) и офицерът поручик Асен Минков (1887 – 1913), завършил кавалерийската школа във Виена, поручик, загинал в Междусъюзническата война при Босилеград. Негова сестра е Теодора Минкова (1889 – ?), съпруга на писателя Ст. Л. Костов, завършила гимназия в София и следвала Търговска академия във Виена, но войните ѝ попречват да завърши.

## Военни звания
- Подпоручик (2 август 1912)
- Поручик (2 февруари 1914)
- Капитан (20 юли 1917)
- Майор